# Карл Комптон
Карл Тейлор Комптон (англ. Karl Taylor Compton; 14 вересня 1887 — 22 червня 1954) — видатний американський фізик. Президент Массачусетського технологічного інституту від 1930 до 1948 року. Учасник і один із керівників Манхеттенського проекту.

## Родина

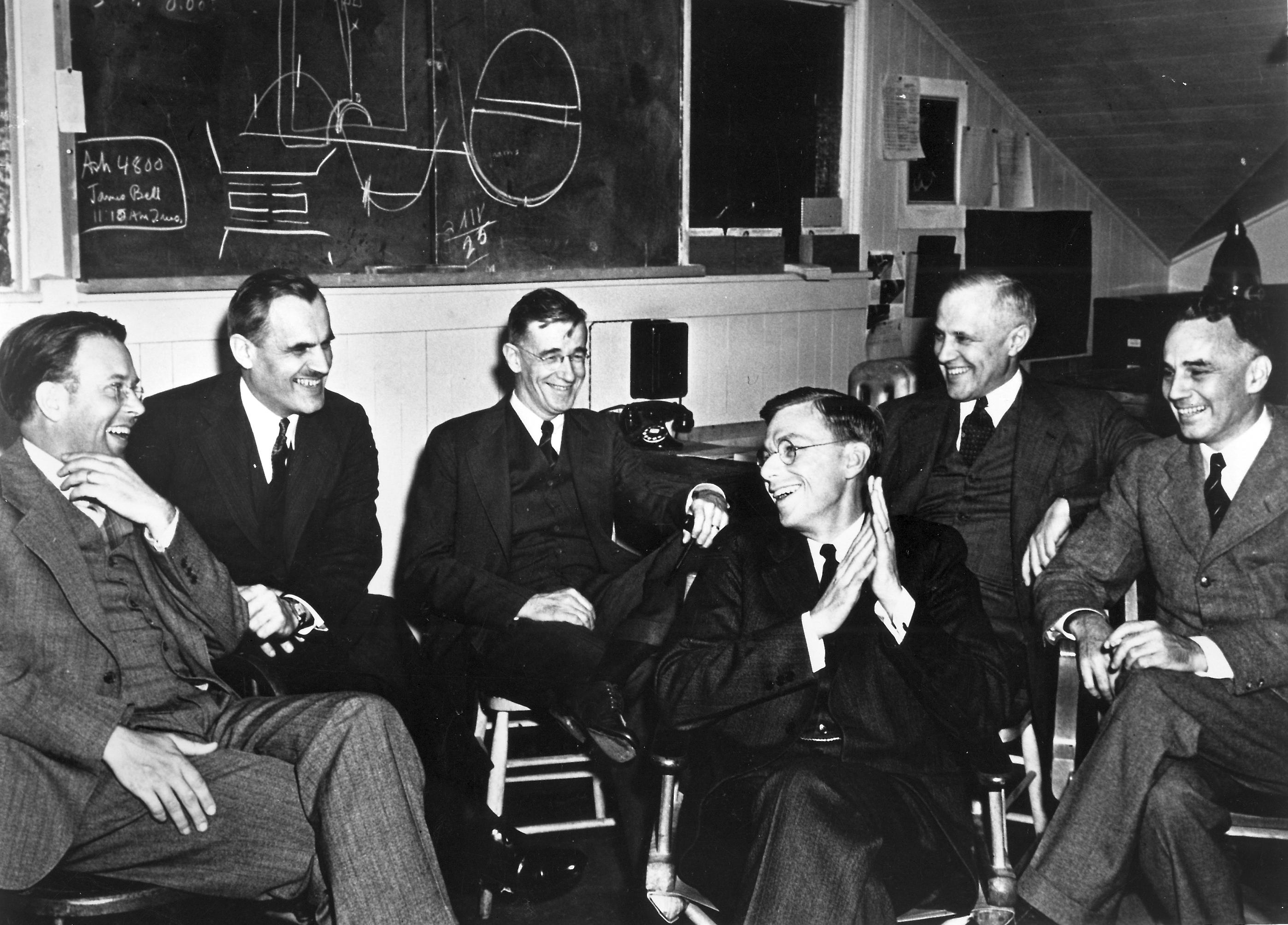

Старший брат Артура Комптона та Вільсона Комптона (англ. Wilson Martindale Compton).